# Unshine
Unshine ist eine Symphonic-Metal-Band aus Helsinki, Finnland.

## Geschichte
Unshine entstand im Mai 2000, als Susanna Vesilahti das erste Mal die Proben der Band im Keller des Restaurants Manala in Helsinki besuchte. Die nächsten Jahre waren von Proben und Komponieren bestimmt. Anfang 2002 konnte Unshine ihre erste selbst-produzierte Demo, Promo 2002, mit drei Stücken herausbringen. Im folgenden Sommer hatte sie ihre ersten öffentlichen Auftritte.
Im Jahre 2004 nahm Unshine ihr erstes Album Earth Magick auf und schloss einen Vertrag mit Low Frequency Records ab. Das Debütalbum wurde von dem Label Crash Music 2005 in Finnland und Nordamerika veröffentlicht, wo es durchwegs gute Kritiken erhielt. Ihr zweites Album Enigma of Immortals erschien 2008. Das Album wurde unter anderem auch von Bruce Dickinson in seiner Radioshow BBC Friday Rock Show gespielt. Die Single Animal Spirit erreichte Platz 13 der finnischen Charts. 2009 folgte eine Europatournee, Auftritte mit Amorphis und Lake of Tears sowie ein Auftritt beim Sweden Rock Festival.
2012 unterschrieb die Band beim deutschen Label Massacre Records, die am 23. August 2013 ihr drittes Album Dark Half Rising veröffentlichten. Dabei handelte es sich um ein Konzeptalbum über Ereignisse, die sich in der Keltenzeit in den Ardennen zugetragen haben sollen. Das Album erzählt außerdem vom Gallischen Krieg. Im September 2013 spielte die Band auf dem sechsten Festival-Mediaval in Selb.

## Stil
Der Stil von Unshine wird in einigen Bewertungen als Gothic Metal und atmosphärischen Symphonic Metal beschrieben Die Lieder, die viele Anspielungen auf Mythologie und Folklore enthalten, beziehen sich auf unsere vergessene Abhängigkeit von den Urkräften der Natur. Die Band bezeichnet ihre Musik daher auch selbst als „Druid Metal“.

## Diskografie
Alben
- 2005: Earth Magick (Low Frequency Records/Crash Music)
- 2008: Enigma of Immortals (Low Frequency Records)
- 2013: Dark Half Rising (Massacre Records)
- 2018: Astrala (Rockshots Records)

Singles
- 2005: Rowena’s Song
- 2008: Animal Spirit

Sonstige Veröffentlichungen
- 2002: Promo 2002 (EP, Eigenproduktion)
- 2003: Promo 2003 (EP, Eigenproduktion)